# Volsbach (Ahorntal)

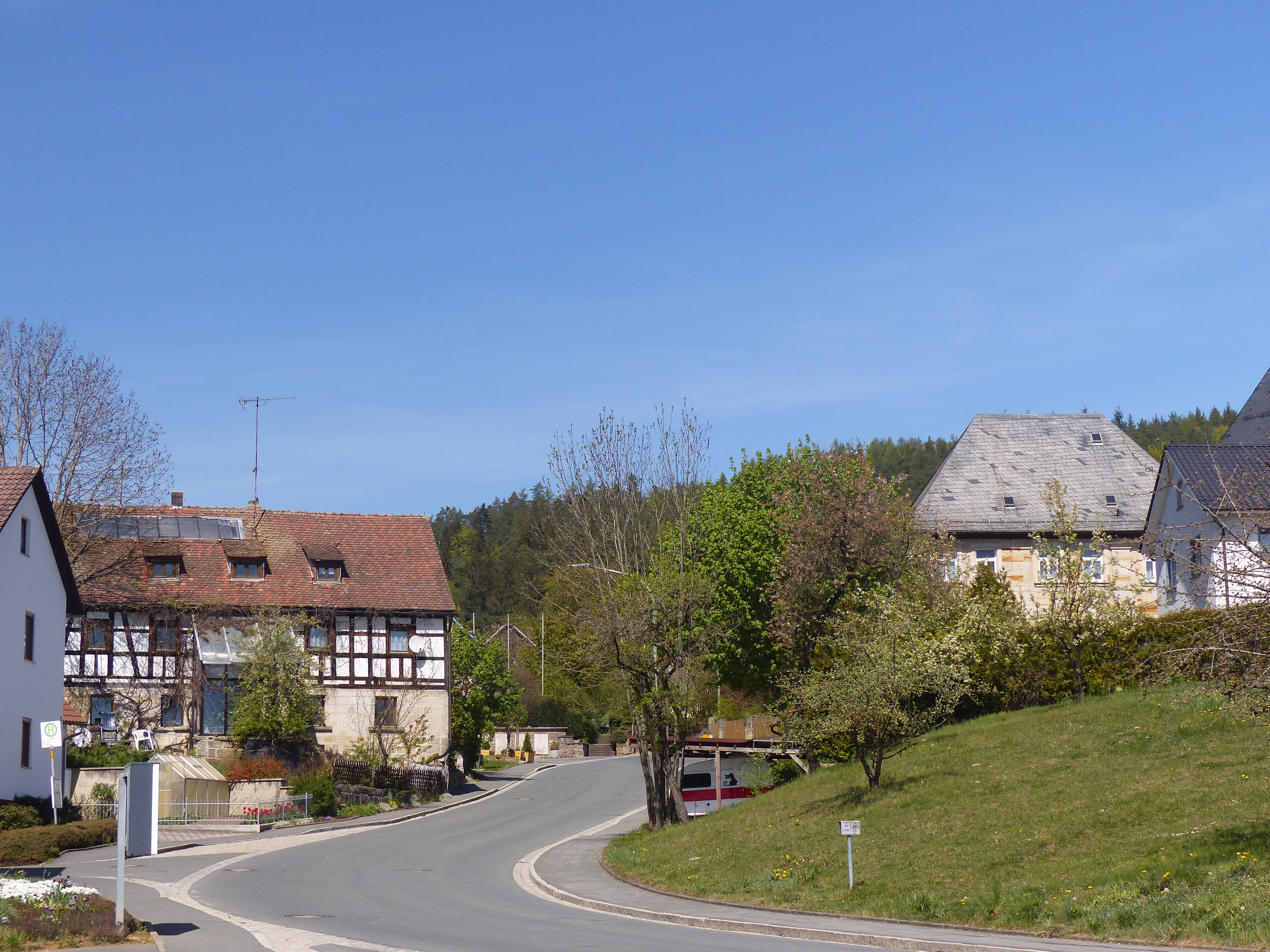
Staatsstraße St 2185 in der Ortsmitte von Volsbach

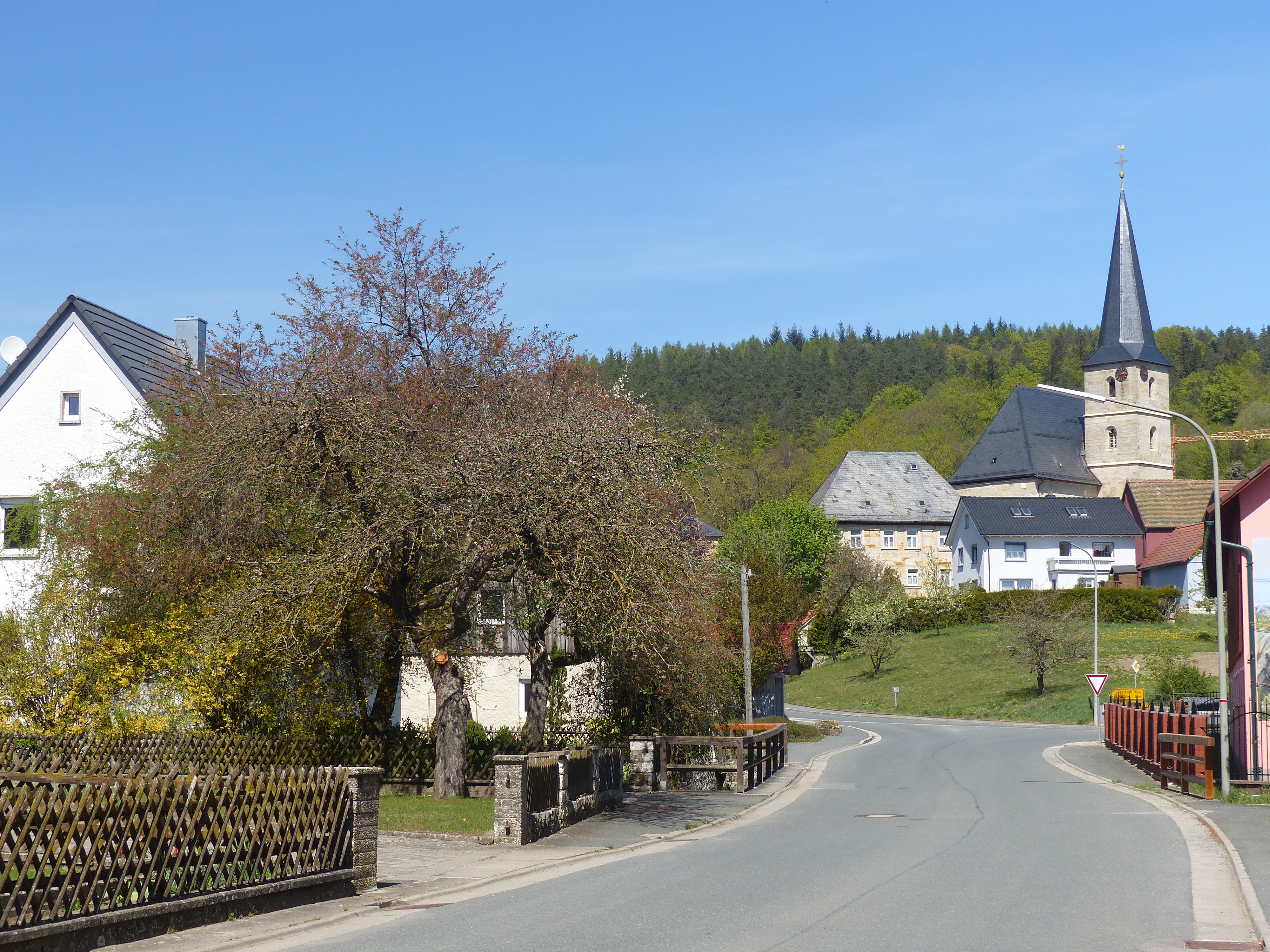
Kreisstraße BT 15 mit der Ortsmitte im Hintergrund

Volsbach ist ein Gemeindeteil der Gemeinde Ahorntal im Landkreis Bayreuth (Oberfranken, Bayern). Die Gemarkung Volsbach hat eine Fläche von 4,260 km². Sie ist in 797 Flurstücke aufgeteilt, die eine durchschnittliche Flurstücksfläche von 5345,04 m² haben. In ihr liegen neben dem namensgebenden Ort die Gemeindeteile Eichig und Langweil.

## Geografie
Das Pfarrdorf im nordöstlichen Bereich der Fränkischen Schweiz ist etwa vier Kilometer von dem südsüdwestlich liegenden Kirchahorn entfernt.

## Geschichte
Der Ort wurde 1017 als „Uodoltesbach“ erstmals urkundlich erwähnt. Das Bestimmungswort des Ortsnamens ist der Personenname Vodebald.
Bis zum Beginn des 19. Jahrhunderts unterstand die Dorfmarkung von Volsbach der Landeshoheit des Hochstiftes Bamberg. Die Dorf- und Gemeindeherrschaft übte dabei dessen Amt Waischenfeld in seiner Funktion als Vogteiamt aus. Auch die Hochgerichtsbarkeit stand diesem Amt in seiner Rolle als Centamt zu. Als das Hochstift Bamberg infolge des Reichsdeputationshauptschlusses 1802/03 säkularisiert und unter Bruch der Reichsverfassung vom Kurfürstentum Pfalz-Baiern annektiert wurde, wurde damit auch Volsbach ein Bestandteil der bei der „napoleonischen Flurbereinigung“ in Besitz genommenen neubayerischen Gebiete, was erst im Juli 1806 mit der Rheinbundakte nachträglich legalisiert wurde.
Durch die Verwaltungsreformen im Königreich Bayern wurde Volsbach mit dem Zweiten Gemeindeedikt im Jahr 1818 eine Ruralgemeinde, zu der das Dorf Eichig sowie die beiden Einöden Langweil und Schöchleinsmühle gehörten. Im Zuge der Gebietsreform in Bayern wurde die Gemeinde Volsbach am 1. Januar 1972 ein Bestandteil der neu gebildeten Gemeinde Ahorntal.

## Verkehr
Die von Glashütten kommende Staatsstraße 2185 durchquert den Ort und führt weiter nach Hundshof. In der Ortsmitte zweigt von dieser die über Zeubach nach Waischenfeld führende Kreisstraße BT 15 ab. Der ÖPNV bedient das Dorf an einer Haltestelle der Buslinie 396 des VGN. Die am schnellsten erreichbaren Bahnhöfe befinden sich in Creußen, Schnabelwaid und Pegnitz. Der nächste Fernbahnhof ist der Hauptbahnhof in Bayreuth.

## Baudenkmäler

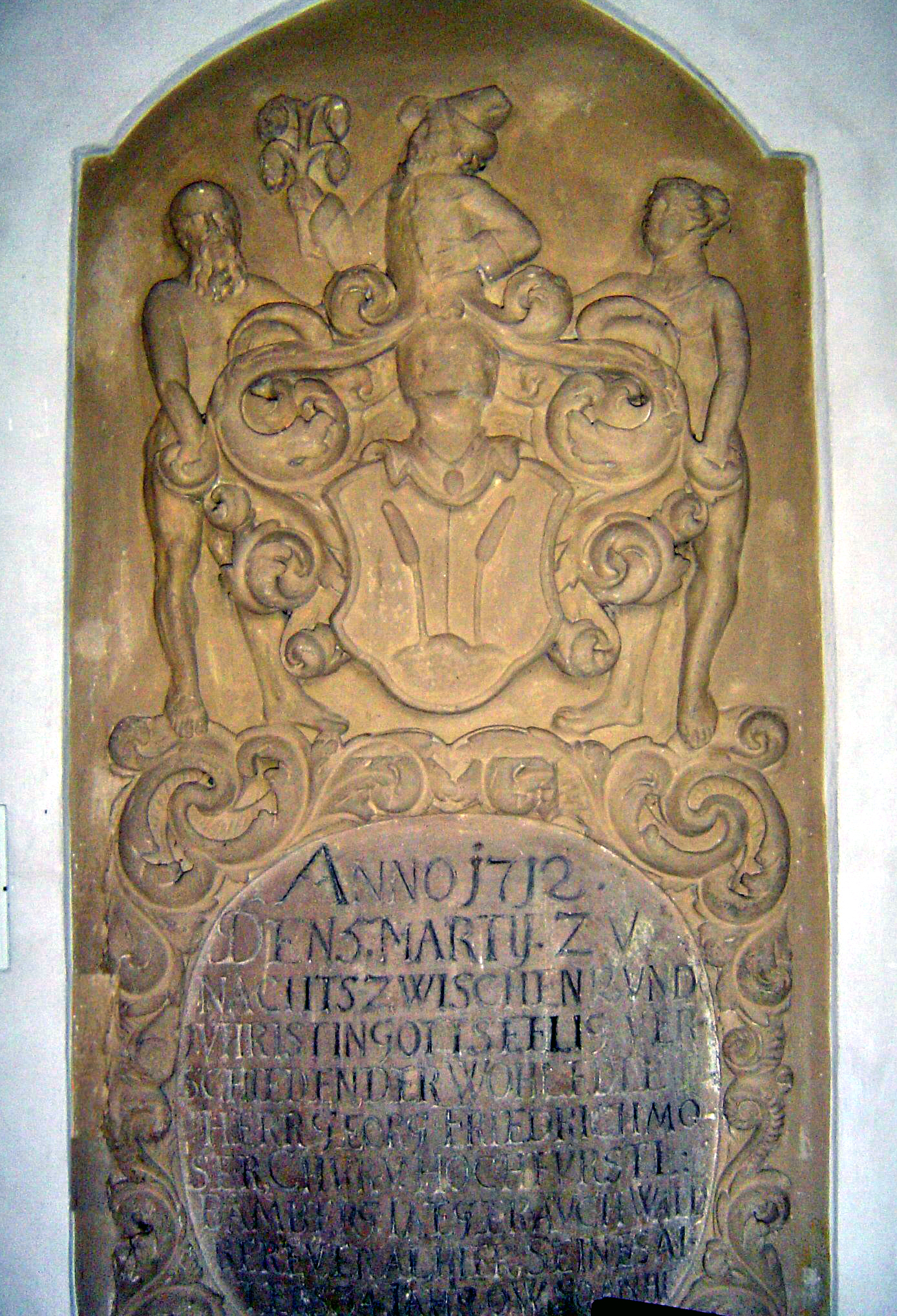
Grabplatte in der Kirche

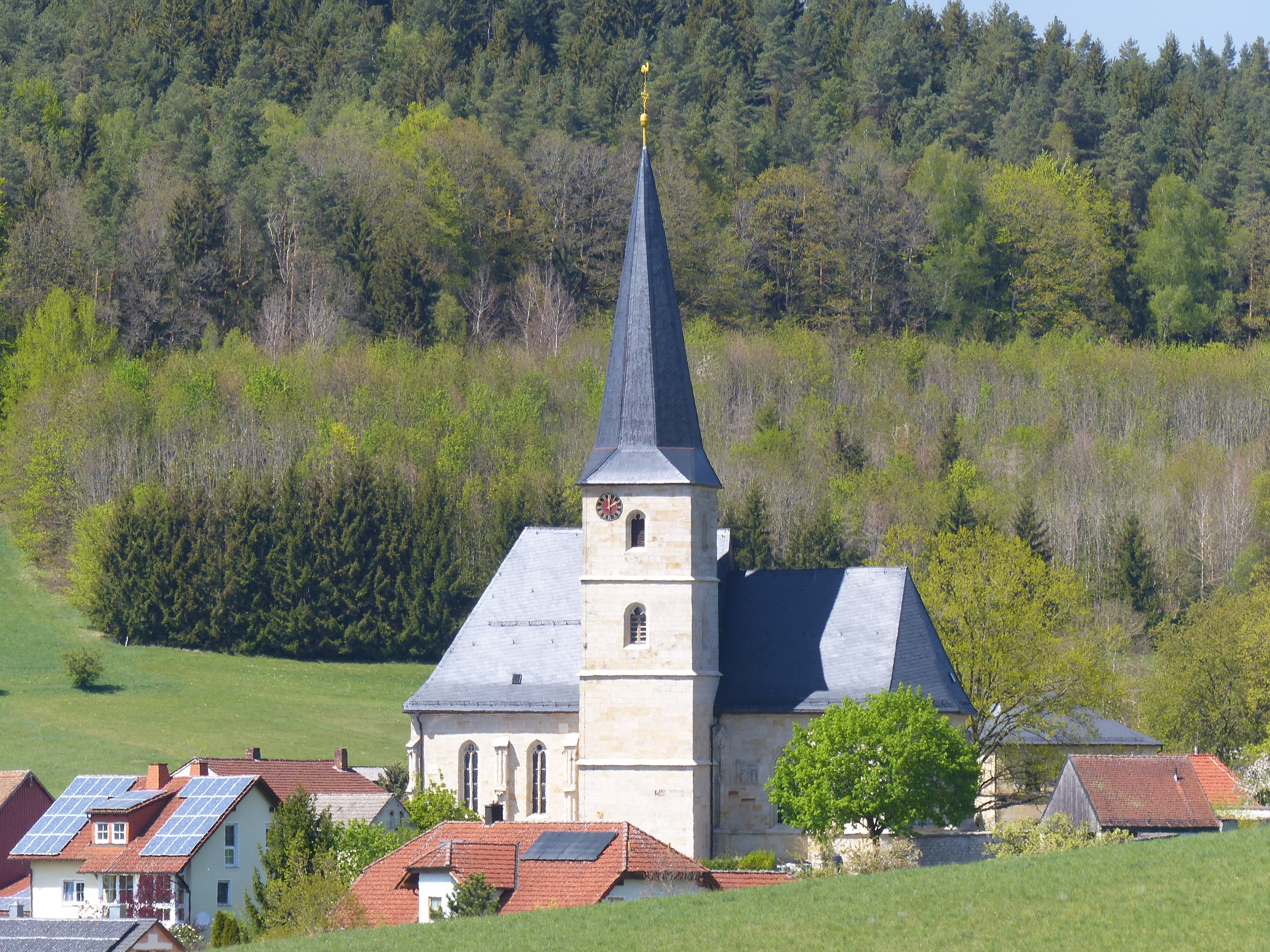
Die Kirche von Volsbach

In und um Volsbach gibt es sechs denkmalgeschützte Objekte, darunter die Kirche mit dem Pfarrhaus und zwei Kapellen. 